# Cú lợn đồng cỏ châu Úc
Cú lợn đồng cỏ châu Úc hay cú lợn vằn, cú lợn rừng (danh pháp hai phần: Tyto longimembris) là một loài cú lợn thuộc chi Cú lợn, Họ Cú lợn (Tytonidae).
Chúng được tìm thấy ở Úc, Trung Quốc, Fiji, Ấn Độ, Indonesia, Myanma, Nepal, New Caledonia, Papua New Guinea, Philippines, Đài Loan, Việt Nam, Hồng Kông, Nhật Bản.
Mặc dù một số học giả coi loài cú lợn này là đồng loài với cú lợn đồng cỏ châu Phi (Tyto capensis), nhưng những học giả khác lại coi nó là một loài hợp lệ tách biệt
Thức ăn chủ yếu của loài cú lợn này là các động vật gặm nhấm nhỏ
Tại Việt Nam, người ta đã bắt được một số cá thể loài này ở các khu rừng thuộc Vĩnh Phúc, Lạng Sơn và ở một số nơi ở Nam Bộ.